# Spongyabob szenzációs szülinapi szuperbulija
A Spongyabob szenzációs szülinapi szuperbulija (eredeti cím: Spongebob’s Big Birthday Blowout) egy 2019-ben bemutatott Spongyabob különkiadás. A Spongyabob Kockanadrág sorozat 12. évadjának tizenegyedik, és tizenkettedik epizódja. Az epizódot Sherm Cohen, Dave Cunningham, és Adam Palonian rendezte,  forgatókönyvet pedig Kaz és Mr. Lawrance írta. Emellett a Képes forgatókönyv rendező Brian Morante, és Fred Osmond volt, az animációs rendező pedig Alan Smart, és Tom Yasumi. A világon először Indiában mutatták be 2019. július 1-én. Amerikában 2019. július 12-én mutatták be, Magyarországon pedig 2019. július 13-án. Az epizódokban megjelennek különleges Nickelodeon hírességek is. Ez az epizód Spongyabob 20. születésnapja alkalmából készült, ezenkívül, ezenkívül 2019 nyara a  “legeslegjobb sárga nyár” volt, ami azt jelenti hogy 2019 nyarán a Nickelodeon SpongyaBob maratont adott le. Ezúttal Spongyabobék elhagyják Bikinifeneket, és kimennek a felszínre. Az epizódban szerepel még Kel Mitchell, Jack Griffo, Daniella Perkins és David Hasselhoff. Az epizód a rendező Stephen Hillenburg emlékére készült.

## Történet
|  | Alább a cselekmény részletei következnek! |

Félszem a kalóz az autójában ül és kiderül hogy SpongyaBobnak ma van a szülinapja, ezért Félszem akar neki adni egy ajándékot. Ezután SpongyaBobot Bikinifenéken Csigusz kelti fel, és ad neki egy különleges ajándékot: egy csiganyálból készült medúzahálót. Eközben Szandiék meglepetés bulit szerveznek SpongyaBobnak, de ahhoz hogy feldíszítsék SpongyaBob házát valakinek el kell őt vinni valahova (hogy meglepetés legyen). Patrik elcsalja SpongyaBobot a buszra, és Roop az idegenvezetőjük, Elindulnak a “fenti világba” és egy tengeralattjáró segítségével felmennek a felszínre. A tengeralattjáró nekimegy a peches vízen úszó David Hasselhoffnak. A busz végigmegy a strandon, egyenesen egy partira. A színpadon áll Kel Mitchell, aki egy bab gyár kabalája. Babos kérdéseket tesz fel, és Jack Griffo nem találja el Mitchell leönti babszósszal, Ezután Daniella Perkins válaszol a kérdésekre aki eltalálja. Mitchell őt is leönti babszósszal, Patrik bab után vágyik, ezért teleönti a buszt babszósszal, és felfalja az egészet, A vizet is, Roop egy zuhanyzóhoz vezeti a buszt, így ismét tele lesz a busz vízzel. Ekkor találkoznak egy “pitesárkánnyal” (kutyával) akitől megijednek, és elmenekülnek.
Közben Tunyacsáp, Rák úr, Szandi, és még rengetegen összevesznek a buli témáján.
SpongyaBobék még egyszer találkoznak a pitesárkánnyal, aki ismét megkergeti őket.
Ezután SpongyaBob bulijára rengeteg furcsa alak érkezik, akik felfalják az ételt. Mindent összekoszolnak, és lerombolják a házat.
A felszínen hirtelen a buszon ülők egy irodában találják magukat, ahol elszabadul a pokol, ezért elmenekülnek. Az iroda dolgozói elmennek ebédelni egy étterembe, ami pont olyan mint a Rozsdás Rákolló. Tunyachip egy flegma pénztáros az étteremben, a főnök neve Mák úr, a “szerkentyűburgereket” pedig ChipBob süti, Ekkor rabló érkezik: Charston a szerkentyűburger receptjét akarja, csakhogy Mák megállítja. A túristák egy nagy akvárium mellett vannak, az egyik dolgozó pedig beviszi őket az akváriumba. Patrik szerelmes lesz egy halba. SpongyaBobék megmenekülnek, és magukkal viszik a halakat az óceánba. Elbúcsúznak a fenti világtól és visszamennek Bikini fenékre.
Eközben Félszem megpróbálja átadni SpongyaBobnak az ajándékot, és talál is egy megoldást: egy ágyúval kilövi magát Bikini fenékre.
SpongyaBob hazaér, de a buli tönkrement. A házat szétrombolták a vendégek. Ez SpongyaBobot nem zavarja, örül annak hogy legalább meg akarták lepni. Ekkor hirtelen egy ajándékdoboz zuhan Bikini fenékre, SpongyaBob kinyitja, és ki van benne? Félszem feje! Boldog szülinapot kíván SpongyaBobnak, és elénekli a főcímdalt. A főcímdal végén különleges sztárok kívánnak SpongyaBobnak boldog születésnapot.
Ekkor Patrick megkérdezi: "Spongyabob hány éves is vagy te?" Erre Spongya válasza: " Egészen pontosan... A végén kiírják hogy: Köszönjük Steve Hillenburg!
|  | Itt a vége a cselekmény részletezésének! |